# Gheorghe Voicu
Gheorghe Voicu (ur. 5 września 1950 w Azudze) – rumuński biathlonista. W Pucharze Świata zadebiutował 2 marca 1978 roku w Hochfilzen, gdzie zajął 36. miejsce w biegu indywidualnym. Nigdy nie zdobył punktów do klasyfikacji generalnej PŚ. W 1974 roku wystąpił na mistrzostwach świata w Mińsku, gdzie zajął 23. miejsce w biegu indywidualnym, 12. w sprincie i siódme miejsce w sztafecie. Był też między innymi jedenasty w sprincie podczas mistrzostw świata w Anterselvie w 1975 roku. Brał również udział w igrzyskach olimpijskich w Innsbrucku w 1976 roku, plasując się na 16. pozycji w biegu indywidualnym i 10. pozycji w sztafecie.

## Osiągnięcia

### Igrzyska olimpijskie
| Rok  | Miejscowość | Konkurencje | Konkurencje | Konkurencje | Konkurencje | Konkurencje | Konkurencje | Konkurencje |
| Rok  | Miejscowość | IN          | SP          | PU          | MS          | RL          | MR          | SR          |
| ---- | ----------- | ----------- | ----------- | ----------- | ----------- | ----------- | ----------- | ----------- |
| 1976 | Innsbruck   | 16.         | nd.         | nd.         | nd.         | 10.         | nd.         | –           |

### Mistrzostwa świata
| Rok  | Miejscowość | Konkurencje | Konkurencje | Konkurencje | Konkurencje | Konkurencje | Konkurencje | Konkurencje |
| Rok  | Miejscowość | IN          | SP          | PU          | MS          | RL          | MR          | SR          |
| ---- | ----------- | ----------- | ----------- | ----------- | ----------- | ----------- | ----------- | ----------- |
| 1974 | Mińsk       | 23.         | 12.         | nd.         | nd.         | 7.          | nd.         | –           |
| 1975 | Anterselva  | 11.         | 47.         | nd.         | nd.         | 12.         | nd.         | –           |
| 1978 | Hochfilzen  | 36.         | –           | nd.         | nd.         | 14.         | nd.         | –           |

### Puchar Świata

#### Miejsca w klasyfikacji generalnej
| Sezon     | Miejsce |
| --------- | ------- |
| 1977/1978 | -       |

#### Miejsca na podium chronologicznie
Voicu nigdy nie stanął na podium indywidualnych zawodów PŚ.